# Hotel Málaga Palacio
El Hotel Málaga Palacio es un famoso hotel situado en el centro histórico de la ciudad de Málaga, España. Se adscribe a los principios del movimiento moderno, con un marcado carácter expresionista, que podría también encuadrarse en el movimiento conocido como "estilo del relax". Fue proyectado por Juan Jáuregui Briales en 1957 e inaugurado el 1 de septiembre de 1966. El edificio se halla situado en el número 1 de la calle Cortina del Muelle, haciendo esquina con calle Molina Lario y frente a la plaza de la Marina. 
Ocupa una parcela triangular en cuyo vértice descansa su esquina semicilíndrica. Ubicado en el entorno catedralicio, tiene una altura de 14 plantas y largas terrazas horizontales que desaparecen en las plantas superiores. Cuenta con 203 habitaciones, 11 suites, gimnasio, piscina en la terraza, lounge y salas de conferencias y seminarios. Su arquitecto fue autor de otros notables inmuebles como el Palacio Provincial ubicado en el lado opuesto de la calle. Es también el hotel oficial del Festival de Cine de Málaga.

## Descripción
El Hotel Málaga Palacio se emplaza en un solar de configuración triangular frente a la plaza de la Marina, en la confluencia de las calles Cortina del Muelle y Molina Lario, siendo esta última la que acoge su acceso principal. Esta situación en esquina, junto con la singular morfología del edificio, contribuye a su alta visibilidad urbana y a su carácter emblemático dentro del paisaje arquitectónico del centro histórico de Málaga. 
El inmueble presenta una imagen fácilmente reconocible, resultado de un perfil escalonado en altura y una prominente esquina de planta cilíndrica, cuya curva de amplio radio se proyecta hacia el viario público. Ambos rasgos formales remiten a recursos recurrentes en la arquitectura contemporánea de la ciudad, en especial en el tratamiento de esquinas mediante chaflanes redondeados, que adquieren una función compositiva de escala urbana. No obstante, el diseño del hotel encuentra su inspiración directa en el Cine Capitol de la Gran Vía de Madrid, obra de Luis Martínez-Feduchi y Vicente Eced (década de 1930), y, en términos tipológicos, en el denominado "rascacielos madrileño" de estilo racionalista. Esta filiación estilística se refuerza mediante la disposición de bandas horizontales que alternan huecos y macizos a lo largo de la fachada, un recurso que recuerda al expresionismo alemán de entreguerras, concretamente a obras como los Almacenes Schocken o la Columbushaus de Erich Mendelsohn.
La fachada del edificio se estructura verticalmente en tres cuerpos diferenciados: un zócalo de piedra oscura que alberga la entrada y los espacios comunes de planta baja; un cuerpo intermedio compuesto por ocho plantas recorridas por terrazas con líneas horizontales continuas; y, finalmente, un cuerpo superior de cuatro alturas que actúa como coronamiento del conjunto. Este último se caracteriza por una solución escalonada y por una reducción progresiva de las terrazas en sus extremos, lo que otorga al remate del edificio un tratamiento dinámico y fragmentado. En conjunto, la composición confiere al inmueble un carácter monumental y a la vez funcional, plenamente integrado en la evolución formal del centro urbano malagueño del siglo XX.

## Historia

### Inauguración

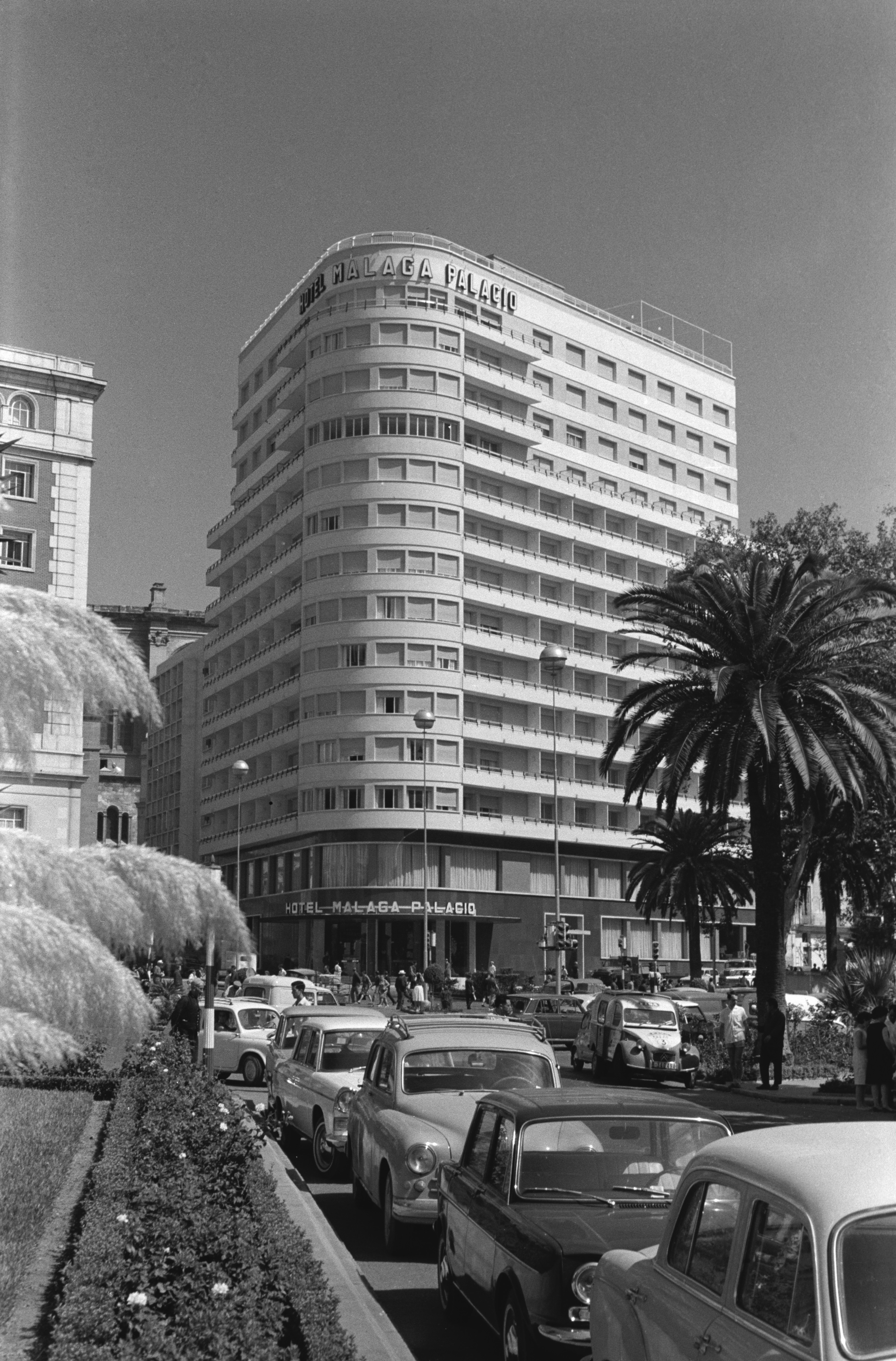
Vista del Hotel Málaga Palacio en 1966

El hotel fue una iniciativa de la familia Portillo —conocida por su empresa de autobuses— que buscaba ampliar su actividad empresarial. En aquellos momentos Málaga carecía de grandes hoteles de categoría a excepción del hotel Casa Curro y el hotel Las Vegas, (el emblemático hotel Miramar hoy de nuevo en funcionamiento pero que iba a ser cerrado en aquel año). Los promotores fueron Rafael León Brezosa y su esposa Francisca Portillo. Aunque hoy en día los Portillo ya no están vinculados de ninguna manera al establecimiento, su decisión resultó acertada, como lo demuestra el hecho de que el hotel haya superado los cincuenta años de trayectoria y siga en pleno auge. El arquitecto encargado del proyecto fue Juan Jáuregui Briales, quien fue autor de otros hoteles famosos de la Costa del Sol como el famoso Hotel Pez Espada de Torremolinos. El hotel Málaga Palacio se inauguró el 1 de septiembre de 1966 adelantándose dos semanas a la fecha inicialmente prevista con motivo de un campeonato de rallys que se celebraba en la ciudad. Aprovechar esa ocasión fue clave para atraer a sus primeros huéspedes.
El hotel contaba entonces con 15 plantas, 214 habitaciones, 16 suites júnior y 3 suites principales. A esto se sumaban un espacioso vestíbulo, 15 salas de conferencias, una cafetería, gimnasio y una piscina situada en la azotea. Su restaurante, el afamado Litoral, destacaba especialmente por su selecta bodega. Al día siguiente a su inauguración los periódicos destacaban: «Abre al público el hotel de lujo Málaga Palacio, ocupando una superficie de 1.062 metros cuadrados, con 14 pisos y la piscina en la terraza. Las habitaciones y las 22 'suites' comienzan a partir de la tercera planta y la capacidad del nuevo hotel es para acoger a 500 personas». Sus primeros clientes fueron familias adineradas.

### Época dorada y crisis
Con el paso de los años, el hotel se fue consolidando como un símbolo de la hostelería en la ciudad y un destacado punto de encuentro para la vida social malagueña. Durante su época dorada, que se extendió hasta mediados de los años 80, el Málaga Palacio fue epicentro de la vida económica, política y social de Málaga, alojando a personalidades ilustres y de la farándula como al rey don Juan Carlos y a su esposa doña Sofía, Raphael, Rocío Jurado, Isabel Pantoja, Antonio Ordóñez, Camilo José Cela, Miterrand, Mario Vargas Llosa, Adolfo Suárez o a la familia real saudí entre otros.
Sin embargo, con el tiempo, sus instalaciones empezaron a deteriorarse, los propietarios frenaron las inversiones, el establecimiento empezó a decaer, se eliminó el restaurante, se despidió a parte del personal y el hotel vio reducida su categoría de cinco a tres estrellas, tras una inspección de la Junta de Andalucía en pleno contexto de crisis del sector. En esa etapa, pasó a ser gestionado por el Grupo MS, que logró recuperar parte del prestigio perdido y devolverle la categoría de cuatro estrellas. Entre 1985 y 1996, el conocido gestor hotelero Miguel Sánchez dirigió el establecimiento. Recordando aquellos años, afirmaba: “Fue una apuesta muy fuerte la que se hizo para salvar el hotel durante la grave crisis de los 90. Fue una etapa durísima, con muchísima tensión, pero aprendí que, con confianza, entusiasmo y un equipo comprometido, todo es posible.” A pesar de las dificultades, Sánchez valoró la experiencia y el haber trabajado junto a Francisca Portillo: “Doña Paquita era una mujer excepcional, tanto en lo personal como en lo profesional.”

### Rehabilitación y actualidad

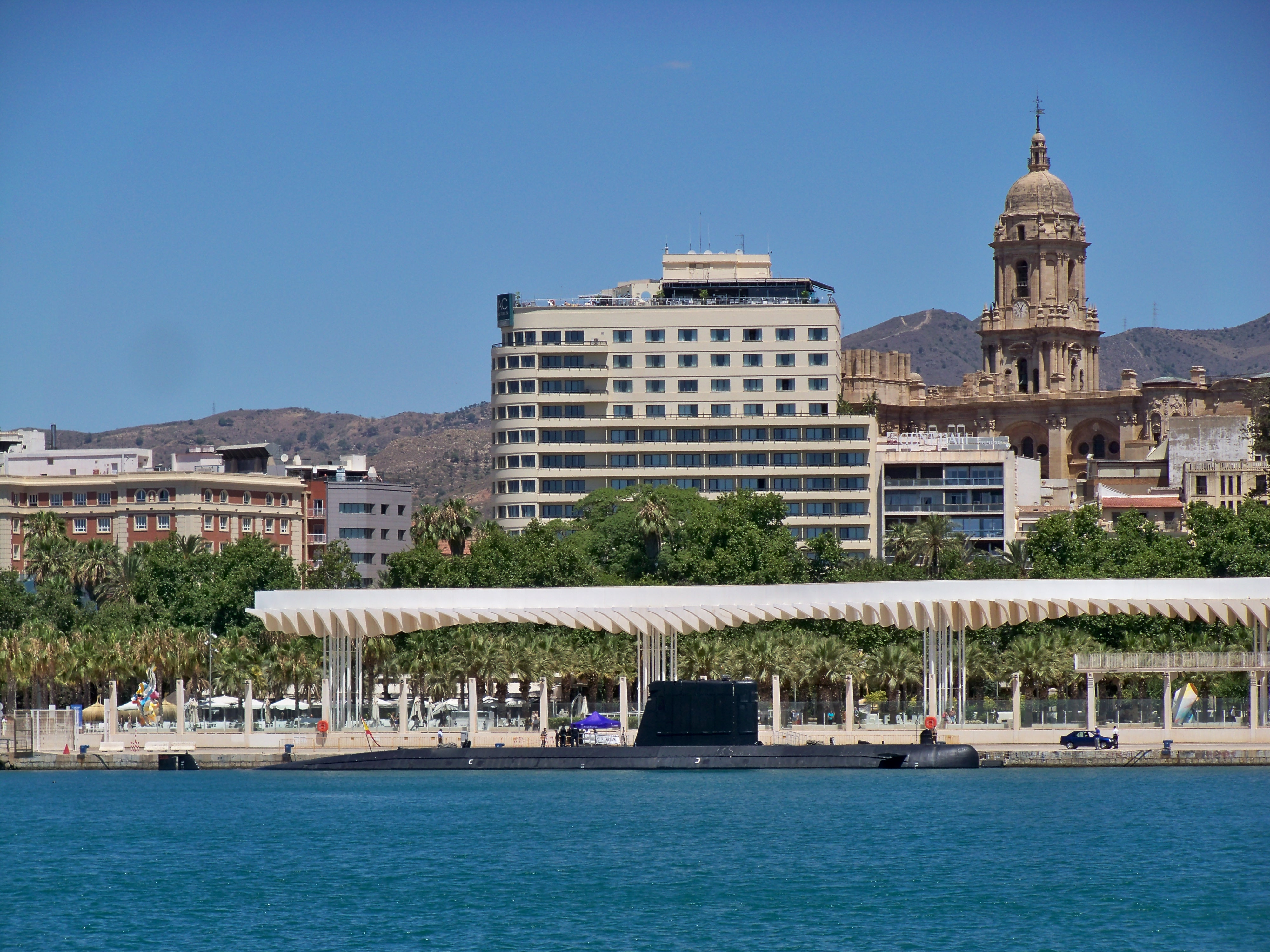
Vista del hotel Málaga Palacio y la Catedral de Málaga desde el Muelle Uno.

Tras años complicados, que incluso llevaron a los trabajadores a manifestarse en el Ayuntamiento para evitar que el edificio perdiera su uso hotelero, en 1998 AC Hoteles —liderado por el empresario navarro Antonio Catalán— compró el inmueble a la familia León Portillo. Gracias a un acuerdo con los sindicatos, se procedió al cierre temporal del hotel durante casi un año para llevar a cabo una completa rehabilitación. Se reinauguró en 1999 con la categoría de cuatro estrellas Grand Class. 
A lo largo de su historia, el Hotel Málaga Palacio ha mantenido una estrecha vinculación con el ámbito deportivo, siendo alojamiento habitual para equipos de élite tanto nacionales como internacionales. Clubes de fútbol como el Real Madrid y el Fútbol Club Barcelona han sido huéspedes frecuentes del establecimiento, generando una notable expectación entre la ciudadanía. En numerosas ocasiones, aficionados locales han acudido a las inmediaciones del hotel con el objetivo de obtener un autógrafo o una fotografía con sus ídolos. Se ha documentado incluso la práctica, por parte de algunos malagueños, de reservar habitaciones con el único fin de acceder al recinto y coincidir con los deportistas, sin pernoctar finalmente en el msimo. El Hotel Málaga Palacio también ha desempeñado un papel destacado en competiciones de baloncesto, siendo sede de alojamiento para los equipos participantes en ediciones de la Copa del Rey. En tales ocasiones, el hotel tuvo que adaptar sus instalaciones incorporando camas extralargas de hasta 2,10 metros, debido a la estatura de los jugadores. No obstante, casos excepcionales como el del pívot Roberto Dueñas (exjugador del FC Barcelona) evidenciaron la necesidad de soluciones adicionales para garantizar la comodidad de los huéspedes.
Asimismo, el establecimiento fue seleccionado por la franquicia estadounidense Memphis Grizzlies durante su visita a Málaga en 2007. Este episodio supuso un importante reto logístico, ya que la organización exigió el acceso a los planos arquitectónicos del edificio y solicitó productos específicos de consumo típicos de la dieta norteamericana, como mantequilla de cacahuete. La experiencia evidenció la capacidad del hotel para adaptarse a los estándares internacionales de las ligas deportivas más exigentes.
En 2016 el hotel celebró su 50.º aniversario, remodelando buena parte de sus instalaciones.
En 2020 el edificio fue elegido como uno de los escenarios malagueños, en el sexto episodio de la cuarta temporada, de la serie inglesa The Crown, para representar la visita de Carlos y Diana de Gales a Brisbane.
En febrero de 2021, fue anunciada una rehabilitación de su fachada sin modificar elementos estructurales.